# بدك ايه (أغنية)
بدك إيه هي أغنية فيديو كليب للفنان المغربي سعد لمجرد، من كلمات وألحان جلال الحمداوي والمخرج الفرنسي Alexandra da Silva، صدرت الأغنية في 17 ديسمبر 2018 وتصويرها في العاصمة الفرنسية باريس. تعد الأغنية النسخة العربية للأغنية الهندية بينت ديل للفنان الهندي أريجيت سينغ التي عرضت في الفيلم الهندي الدرامي بادمافاتي. حققت النسخة العربية للأغنية 26 مليون مشاهدة على موقع يوتيوب بعد أيام من عرضها.

## كلمات الأغنية
حققت الأغنية بعد إصدارها 6 ملايين مشاهدة خلال 24 ساعة من طرحها
| بدك ايه (أغنية) | - بدك إيه لك أيامي - بدك إيه لك أحلامي - عمري كلو فدا خدمة حبي أنا - عمري كلو فدا خدمة روحي أنا - ما ليك عذر تنسي - ما ليك عذر تنسي حبنا وكل شيء - يا بسماتي في الحياة - مر اشربوا حناني لكي أواسي غربتي - نورك قمر حياتي لكي أسراري وفرحتي - العزيزة تفهمني من ديما - محبتي لها قاتلة - بدك إيه لك أيامي - بدك إيه لك أحلامي | بدك ايه (أغنية) |

## وصلات خارجية
- فيديو كليب بدك ايه - سعد لمجرد